# Pierre Moinot
Pierre Moinot (29 de marzo de 1920 - 6 de marzo de 2007) fue un escritor, novelista, funcionario público francés. Miembro de la Academia francesa en la que ocupó la silla número 19, que previamente había ocupado René Clair.

## Datos biográficos
Hijo de profesores, Pierre Moinot pasó su infancia cerca de Poitou y continuó con su estudios secundarios en Niort, Ajaccio, y también en el Périgueux, en la Dordoña. Ganó el primer premio de lengua francesa en el Concurso general. Entró después en lo que se denomina khagne en el sistema escolar francés, en el liceo Henri IV, y en el año de 1940 partió, ya durante la Segunda Guerra Mundial para la ciudad de Caen.
Fue hecho prisionero, logrando evadirse para integrarse a la resistencia en Grenoble, antes de trasladarse a Marruecos. Participó en la Campaña de Italia y en el desembarco de Provence en 1944. Combatió hasta Sigmaringen ya que resultó herido en los Vosgos, razón por la que recibió la Cruz de Honor militar.
Obtuvo poco después, en el Instituto de Fonética de Grenoble un diploma de estudios superiores de lengua Poitevin-Santongés. Inmediatamente después de la guerra, ingresó como auditor a la Cour des comptes francesa.
Inició su carrera literaria publicando en 1947, en la revista Les Temps Modernes una novela, La nuit et le Moment, que envió a Albert Camus de quien obtuvo el apoyo necesario para que otros editores parisinos se interesaran en su obra. Publicó entonces en la editorial Gallimard, en 1952, Armes et bagages. 
No tardó en obtener su primer premio internacional por su novela La Chasse royale en 1953. el Premio Sainte Beuve. Después vino el Gran Premio de la novela de la Academia de Francia en 1954 por La Chasse royale, en 1953 y otros premios más. 
Para el teatro escribió en 1971  Héliogabale, y para la televisión francesa Mazarin en 1978, Jeanne d'Arc en 1988 et La Laïque en 1998.
Fue elegido miembro de la Academia francesa el 21 de enero de 1982 para la silla número 19, en la que sucedió a René Clair.
Sin dejar de escribir, continuó su carrera de funcionario público y en 1959 ingresó al Ministerio de Cultura con André Malraux, a pesar de que sus ideas políticas estaban más cercanas a la izquierda. Ahí trabajó en favor del desarrollo del teatro y el cine en Francia y logra establecer mejoras en el sistema de fomento a esas actividades culturales como los anticipos sobre las ventas, que habrían de impulsar la producción cinematográfica en Francia. Creó también la Dirección de Teatro y de Acción Cultural en el ministerio de Malraux y concibió la primera Casa de la Cultura francesa. Fue el brazo derecho del ministro pero renunció a sus funciones, en razón de los fondos limitados que eran aplicados a la política cultural.
En 1966 el ministro Malraux volvió a convocarlo nombrándolo director de Artes y Letras. Se hizo entonces cargo de la Dirección de Teatros y Acción Cultural que él había creado. En esa época representó a Francia en varios organismos internacionales y fue miembro de la delegación francesa en la UNESCO. Poco más tarde promovió una reforma administrativa en el ministerio de cultura como resultado de la cual su puesto queda suprimido y deja el ministerio en 1969. 
Participó también en la comisión de reforma del estatuto de la ORTF, oficina de la que fue administrador hasta 1972. Fue presidente de la comisión de orientación y de reflexión del audiovisual (1981), y ahí generó la idea de la creación de la Alta autoridad del audiovisual de Francia. 
Fue miembro del Comité Ejecutivo de Amnistía Internacional en Francia (hasta 1977), del Consejo del orden de la Legión de Honor en 1989 y presidente del Consejo de la Orden de las Artes y las Letras hasta 1995.
Antes de jubilarse fue también procurador general de la Cour des comptes (la Corte de Auditores de Francia) hasta 1986.

## Obra
- 1952 : Armes et bagages, novela  (Gallimard)
- 1953 : La chasse royale, novela  (Gallimard)
- 1957 : La blessure, novela  (Gallimard)
- 1960 : Le voleur, corto metraje  (Gallimard) (Adaptation)
- 1963 : Arena brillante, novela  (Gallimard), Premio de librerías
- 1966 : Repos à Bacoli, Adaptación
- 1967 : Quand la liberté venait du ciel, serie de doce (adaptación de un expediente de Albert Ollivier)
- 1971 : Héliogabale, teatro (Gallimard)
- 1977 : La Griffe et la Dent, álbum (Denoël)
- 1978 : Mazarin, serie de cuatro.
- 1978 : Mazarin, (Gallimard)
- 1979 : El observador de las sombras, novela (Gallimard) Prix Femina 1979
- 1988 : Jeanne d'Arc, série de quatre dramatiques originales (en colaboración con Jean-François Griblin)
- 1988 : Jeanne d’Arc, le pouvoir et l’innocence (Flammarion)
- 1991 : La Descente du fleuve, novela (Gallimard)
- 1993 : Tous comptes faits, entretiens (Quai Voltaire. Reeditada en Gallimard, 1997)
- 1994 : T.E. Lawrence en guerre, étude (Quai Voltaire)
- 1997 : Attention à la peinture  (Gallimard)
- 1999 : Le Matin vient et aussi la nuit  (Gallimard)
- 2002 : La Mort en lui (Gallimard)
- 2002 : Chasses à cœur ouvert (Gerfaut) (con Xavier Patier, Léon Mazzella y Philippe Verro)
- 2003 : Coup d'État (Gallimard)
- 2003 : La Saint Jean (Sigalla)]
- 2004 : Maison (Sigalla)
- 2007 : La Saint Jean d'été (Gallimard)

## Reconocimientos
- Gran Cruz de la Legión de Honor
- Cruz de guerra 1939 - 1945
- Oficial de Palmas Académicas
- Oficial al mérito agrícola
- Comendador de la Orden de las Artes y las Letras
- Medalla Estrella de Bronce